# 법수초등학교
법수초등학교는 대한민국 경상남도 함안군 법수면 윤외리에 있는 공립 초등학교이다.

## 학교 연혁
- 1927년 7월 1일 법수공립보통학교(4년제) 개교(강주리)
- 1938년 4월 1일 법수공립심상소학교(6년제)로 개칭
- 1940년 6월 1일 우거리로 이전
- 1941년 4월 1일 법수공립국민학교로 개칭
- 1946년 7월 31일 법수국민학교로 개칭
- 1953년 9월 1일 현 위치(윤외리)로 교사 이전
- 1996년 3월 1일 법수초등학교로 개칭
- 1998년 9월 1일 우거분교장 본교로 편입
- 1999년 9월 1일 우거분교장 통폐합
- 2012년 3월 1일 관동초등학교 통합
- 2016년 3월 1일 제27대 박순기 교장 취임
- 2017년 2월 15일 제86회 졸업식 4명 졸업(총 졸업생 4,340명)

## 참고 자료
- 법수초등학교 - 한국교육학술정보원 학교알리미